# Acido tannico
L'acido tannico è la forma con cui viene commercializzato il tannino, un polifenolo. È presente in natura nei legni di quercia, noce, mogano ma anche nelle foglie del mandorlo indiano e pignette di ontano. 
L'acido tannico non è pericoloso per l'ambiente.

## Struttura e proprietà
La molecola dell'acido tannico è prodotta dalla condensazione di una molecola di glucosio e cinque molecole di acido digallico, a loro volta formate per esterificazione di due molecole di acido gallico.
I gruppi fenolici presenti nella struttura molecolare conferiscono all'acido tannico una lieve acidità (pKa 10).

Con basi forti forma sali detti tannati.

## Applicazioni

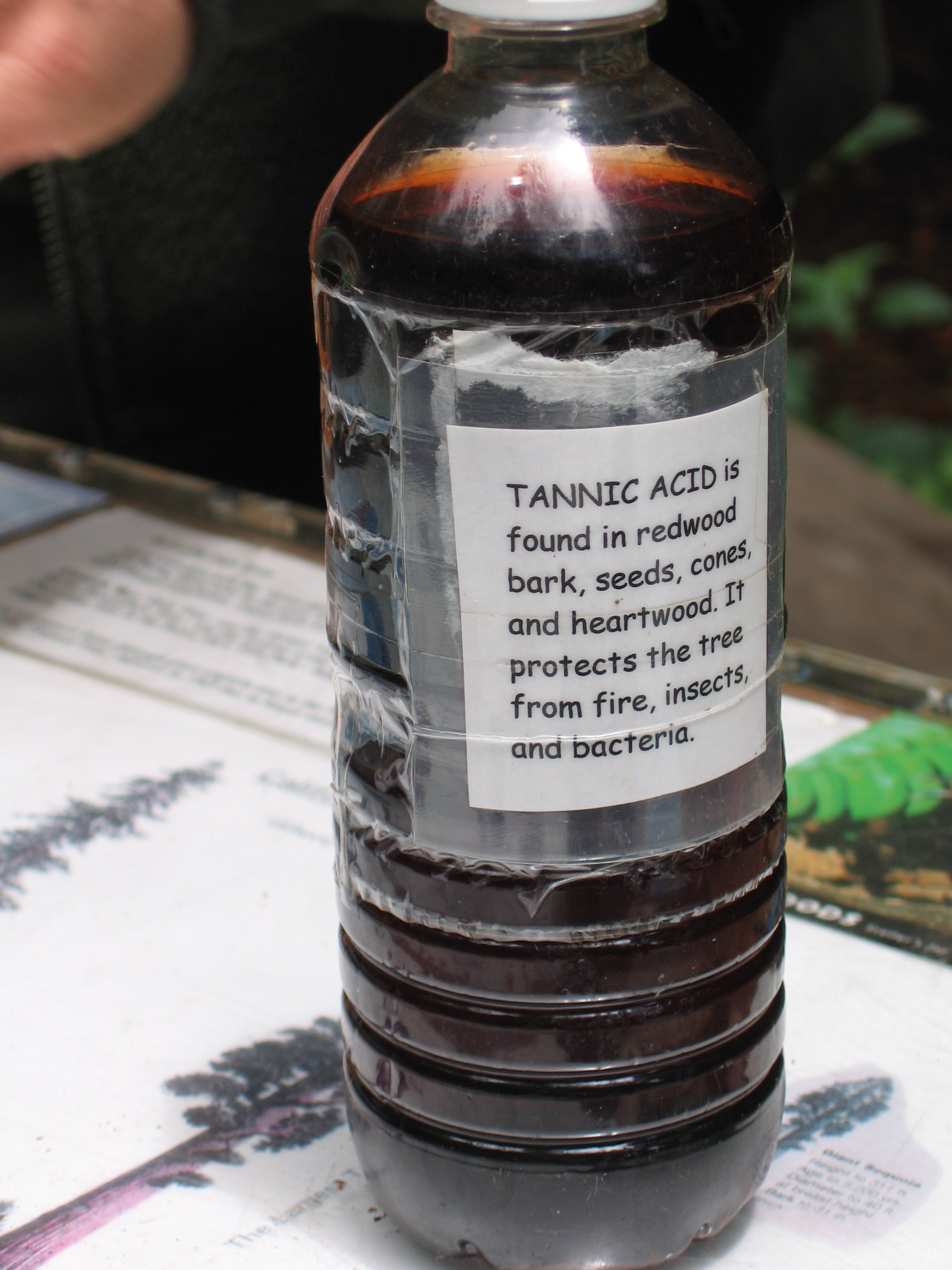
Una bottiglia di acido tannico.

Viene impiegato come mordente per le fibre di cellulosa, come il cotone.
È stato utilizzato contro l'avvelenamento da stricnina tra il XIX e il XX secolo.